# 米倉村 (山梨県)
米倉村（よねくらむら）は山梨県東八代郡にあった村。現在の笛吹市八代町米倉にあたる。

## 地理
- 河川：浅川

## 歴史
- 1889年（明治22年）7月1日 - 町村制の施行により、近世以来の米倉村が単独で自治体を形成。
- 1942年（昭和17年）4月1日 - 永井村と合併して御所村が発足。同日米倉村廃止。